# Tomáš Poláček
Tomáš Poláček (* 29. srpna 1980, Praha) je profesionální český fotbalista, záložník, působící v klubu TJ Jíkev.
Mládežnický reprezentant začal hrát ve čtrnácti letech za pražskou Slavii, bohužel nedostal příležitost rozvíjet svůj talent v A-týmu. V roce 2000 přestoupil z B-týmu Slavie do Mostu. Zde patřil k hlavním oporám týmu a na podzim 2005 postoupili do první ligy. 1. září 2005 jej koupila AC Sparta Praha. V jejím dresu odehrál celkem 22 ligových utkání, z toho několik pohárových včetně Champions League. Vstřelil 4 góly. V červenci 2006 přestoupil do Mladé Boleslavi, kde mu v létě 2010 vypršela smlouva. Rozhodl se neprodloužit smlouvu a stal se volným hráčem.